# (15243) 1989 TU1
(15243) 1989 TU1 là một tiểu hành tinh vành đai chính. Nó được phát hiện bởi Yoshiaki Oshima ở đài thiên văn Gekko ở tỉnh Shizuoka của Nhật Bản, ngày 9 tháng 10 năm 1989.